# Джон Бейнер
Джон Ендрю Бейнер (англ. John Andrew Boehner; 17 листопада 1949) — американський політик, член Республіканської партії, спікер Палати представників Конгресу США з січня 2011 року до жовтня 2015 року; до того був лідером республіканської меншості в Палаті представників Конгресу США (2007—2011), а до того із 2006 року керував республіканською більшістю. Був членом Конгресу із 1990 до 2015 року.

## Біографія
Джон Бейнер народився 17 листопада 1949 року в Цинциннаті (штат Огайо) в родині власника бару. 1968 року закінчив католицьку Школу Меллера. У ході В'єтнамської війни був призваний на службу у військово-морські сили, але через два місяці був комісований за станом здоров'я. 1977 року закінчив єзуїтський Університет Ксав'є в Цинциннаті. Працював у невеликій фірмі «Nucite Sales», що займалася виробництвом упаковок і пластмас. Став її директором.
З 1981 року Бейнер став членом Ради району Юніон в окрузі Батлер (штат Огайо); з 1984 — членом Палати представників у законодавчих зборах штату.
1990 року його обрано до Палати представників Конгресу від восьмого округу штату Огайо. Головною метою своєї роботи визначив реформу федерального уряду. На початку 1990-х років у складі групи реформаторів (так званої «банди семи») брав участь у кампанії проти зловживань у роботі Конгресу та за його більшу підзвітність виборцям. З 1995 року був головою Республіканської конференції в Палаті представників і втратив цю посаду 1998 року, після того як Республіканська партія втратила на проміжних виборах п'ять місць.
У січні 2001 року був обраний головою Комітету з освіти і трудових ресурсів. На підставі запропонованого президентом Джорджем Бушем плану реформи освіти Бейнер розробив законопроєкт під назвою «Жодна дитина не забута» (англ. No Child Left Behind Act), який був прийнятий Палатою представників у травні 2001 року і підписаний президентом у січні 2002 року. Крім того, комітет під керівництвом Бейнера працював над ініціативами в галузі пенсійного забезпечення, охорони здоров'я, розвитку вищої, спеціальної та шкільної освіти.
2 лютого 2006 був обраний лідером республіканської більшості в Палаті представників. Попередник Бейнера на цій посаді, Том Делей, змушений був піти у відставку через скандал навколо лобіста Джека Абрамоффа. На думку спостерігачів, республіканці розраховували, що досвід Бейнера у співпраці з демократами і його репутація як прихильника реформ зможуть зміцнити ослаблені через скандали позиції партії напередодні проміжних виборів 2006 року. Тим не менше, сам Бейнер не уникнув звинувачень у занадто тісних зв'язках з лобістами.
7 листопада 2006 в США відбулися проміжні вибори до Конгресу, за результатами яких контроль над обома палатами американського парламенту перейшов до Демократичної партії. Після цього Бейнер оголосив про свою участь у боротьбі за пост лідера меншості в Палаті представників нового скликання і 17 листопада здобув перемогу.
Після довиборів до Конгресу у листопаді 2010 року республіканці отримали більшість у Палаті представників. 17 листопада того ж року республіканці назвали Бейнера кандидатом у спікери Палати представників. Після загального голосування 5 січня 2011 року він був обраний 61-м спікером, змінивши на цій посаді Ненсі Пелосі. Перебував на цій посаді до жовтня 2015 року, коли пішов у відставку із поста; його наступником на посаді спікера став республіканець Пол Раян.
Бейнер одружений, у нього дві дочки.